# Bolbitius
Bolbitius és un gènere de petits bolets agaricals dins la família de les bolbitàcies (Bolbitiaceae).

## Taxonomia
El gènere Bolbitius es defineix com petits bolets similars a Mycena, amb un himenoderma pileipellis, un capell glutinós i espores marrons.
B. acer – B. affinis – B. albiceps – B. albipes – B. albus – B. alliaceus – B. ameghinoi – B. apicalis – B. autumnalis – B. bambusicola – B. broadwayi – B. bruchii – B. brunneodiscus – B. brunneus – B. bulbillosus – B. callistus – B. citrinus – B. compactus – B. conocephalus – B. contribulans – B. coprophilus – B. cremeus – B. demangei – B. elegans – B. exiguus – B. expansus – B. ferrugineus – B. fissus – B. flavellus – B. flavus – B. floridanus – B. glatfelteri – B. gloiocyaneus – B. gracilior – B. grandiusculus – B. huijsmanii – B. hydrophilus – B. incarnatus – B. intermedius – B. jalapensis – B. lacteus – B. liberatus – B. lineatus – B. longipes – B. luteolus – B. luteus – B. macrorhizus – B. malesianus – B. marcescibilis – B. marginatipes – B. mesosporus – B. mexicanus – B. mitriformis – B. muscicola – B. nobilis – B. oryzae – B. ozonii – B. panaeoloides – B. perpusillus – B. phascoides – B. pluteoides – B. psittacinus – B. purifluus – B. pusillus – B. radians - B. reticulatus – B. rivulosus – B. roseipes – B. rubellus – B. stramineus – B. titubans – B. tjibodensis – B. tripolitanus – B. tucumanensis – B. variicolor – B. versicolor – B. villipes – B. viscosus – B. vitellinus – B. yunnanensis